# Микел ди Роко
Микеле ди Роко (итал. Michele di Rocco;Фолињо, 4. мај 1982) је италијански професионални боксер ромског поријекла. Бивши је европски шампион и шампион Европске уније у супер-лакој категорији.  Једном се борио за титулу Свјетска боксерске асоцијација у супер-лакој категорији. Као аматер, освојио је бронзану медаљу у лакој категорији на Европском аматерском првенству у боксу 2002. Представљао је Италију на Олимпијским играма 2004. године у лакој категорији.

## Професионална каријера
Дебитовао је у мечу против против Маријана Буња, 2. октобра 2004. којег је савладао након четири рунде. Своје прво регионално првенство - титулу Европске уније у супер-лакој категорији — освојио је 26. децембра 2006. године, побједивши Ђорђа Маринелија једногласном одлуком. Мјесец дана касније, 30. јануара 2007. године, у Финској је одбранио титулу побједивши Јуха Толпола. Титулку је изгубио 21. септембра 2007. од ветерана и колеге италијана Ђузепеа Лаурија након седам рунди. У реваншу одржаном пет година касније 14. априла 2012. године ди Роко је повратио титулу. Врхунац његове каријере био је 8. јуна 2013. године када је једногласном одлуком побједио Ленија Доуса и освојио титулу европског шампиона у супер-лакој категорији. Међутим Доус је оспоравао ову одлуку.  У наредне двије године ди Роко је четири пута успјешно одбранио титулу. Ди Роко одлази у Шкотску 28. маја 2016, да би се суочио са бившим свјетским шампионом у двије категорије Рикијем Бернсом у борби за титувлу ВБА шампиона у супер-лакој категорији. Током меча ди Роко је два пута био у нокдауну и на крају је Бернс тријумфовао након осам рунди.